# Iveco Trakker

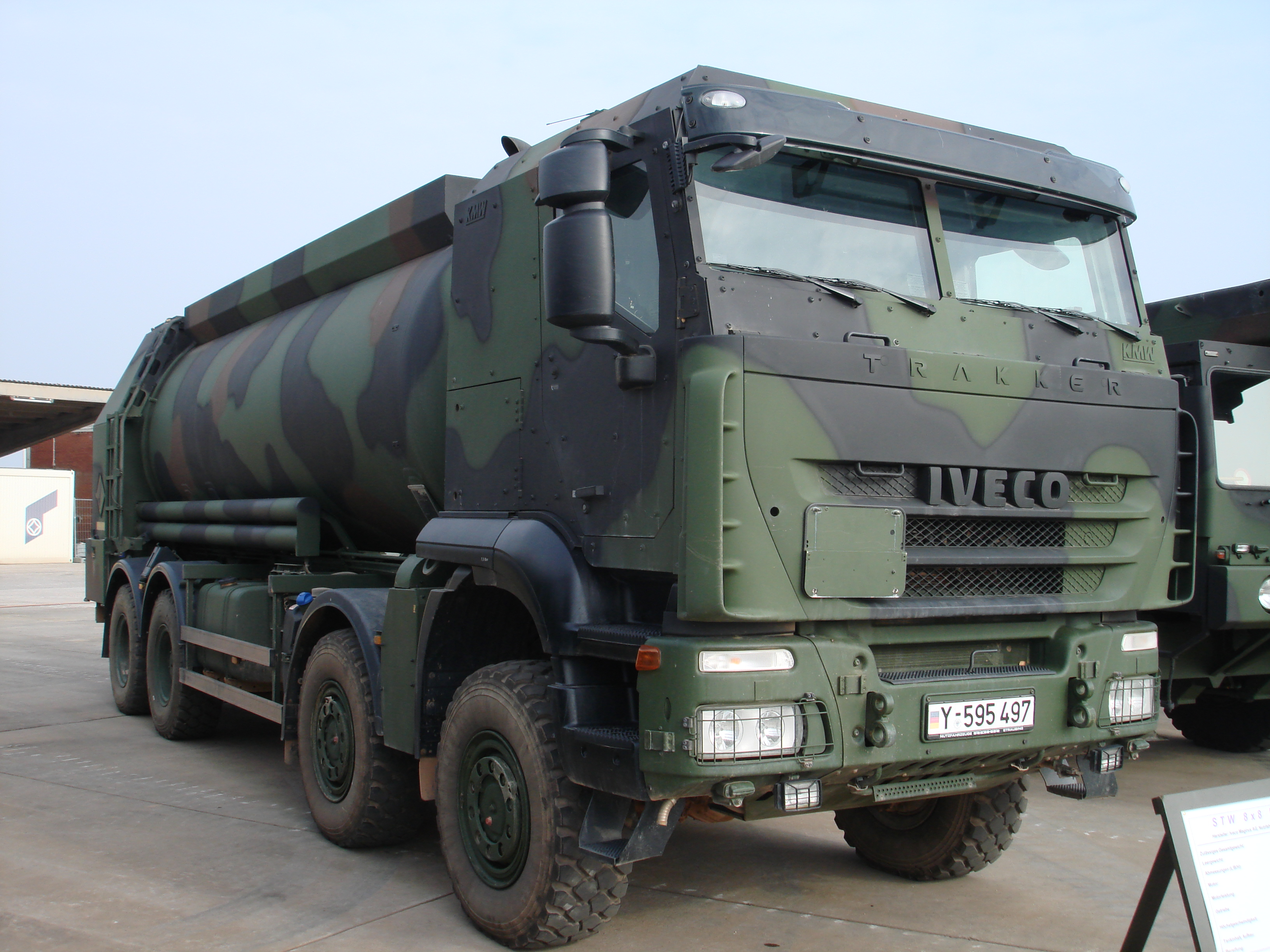
Geschützter Iveco Trakker Tanklastwagen der Bundeswehr

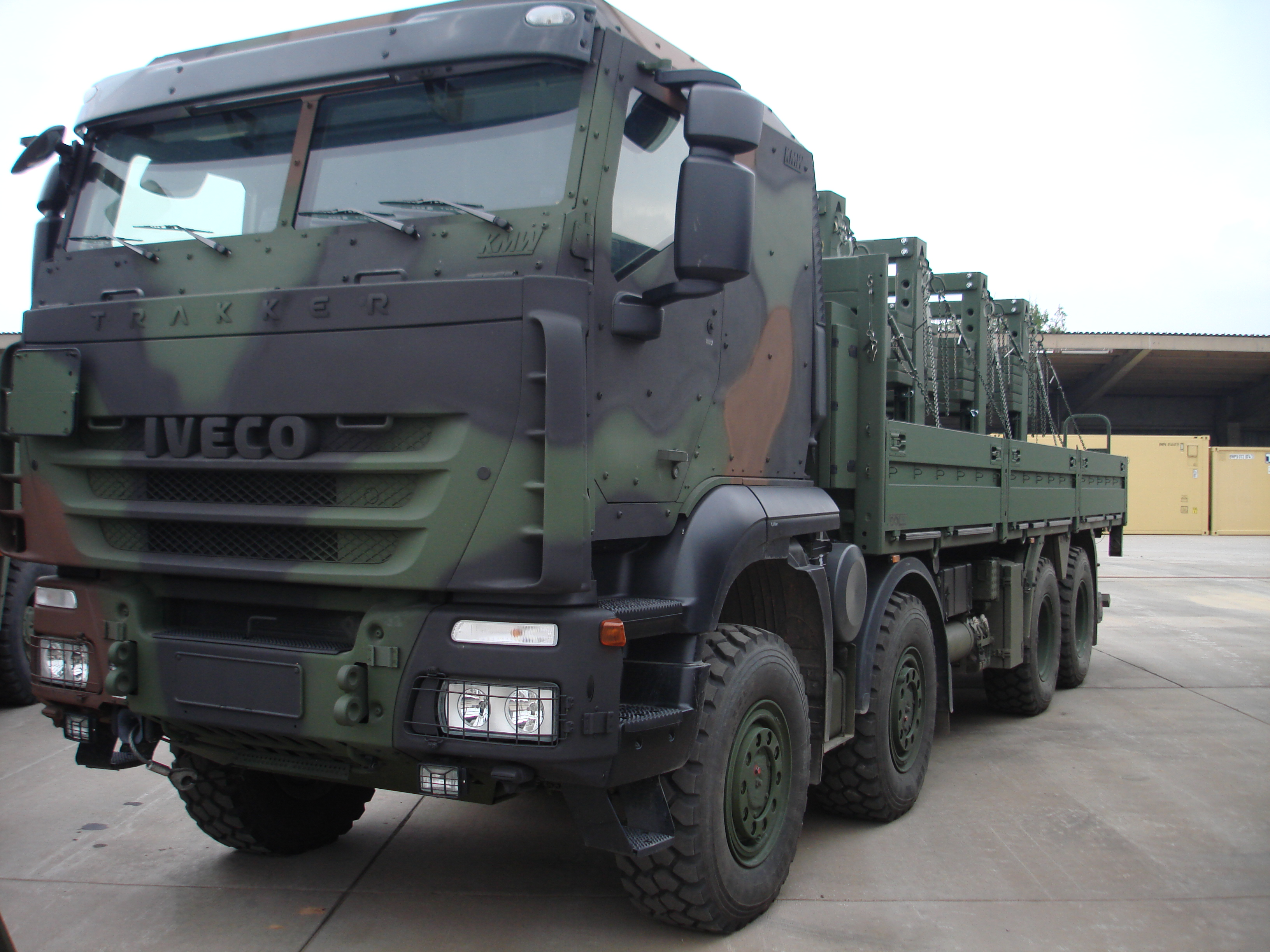
Geschützter Iveco Trakker der Bundeswehr

Der Trakker ist das schwere Baustellen- und Offroad-Modell von Iveco mit 27 bis 72 t zulässiger Gesamtmasse. Äußerlich ähnelt er dem Stralis, mit dem er Führerhaus und viele andere Merkmale teilt. Er hat jedoch einen stärkeren Rahmen, größere Bodenfreiheit, andere Achsen und optional Allradantrieb. Wie der Stralis erhielt er 2007 ein Facelift. In Libyen wird der Trakker unter dem Markennamen der Trucks and Bus Company hergestellt.
Das Nachfolgemodell mit dem Namen T-Way hätte Ende 2020 vorgestellt werden sollen, doch wegen der COVID-19-Pandemie und des daraus resultierenden Gesundheitsnotstandes in Italien wurde der Termin auf 2021 im Februar verschoben.

## Motorisierung
Wie der Stralis ist er mit Iveco-Cursor-Motoren ausgerüstet.
- Cursor 8, 7,8 l Hubraum: 228–265 kW (310–360 PS)
- Cursor 13, 12,9 l Hubraum: 368–412 kW (410–500 PS)

Der Cursor 10 ist im Trakker nicht verfügbar.

## Antrieb/Fahrwerk
Verfügbar sind manuelle Getriebe mit neun oder 16 Gängen (ZF EcoSplit) oder Eurotronic (ZF AS-Tronic) als automatisiertes Schaltgetriebe. Standardmäßig sind Antriebsachsen als Außenplaneten-Achsen ausgeführt, nur für Sonderzwecke wie Betonmischer sind normale Achsen erhältlich. Als Besonderheit sind in Italien zulässige Gesamtmassen von 72 t, auch bei nicht außergewöhnlichen Fahrten, bei 4-achsigen LKWs erlaubt, der Trakker ist in bestimmten Konfigurationen deshalb darauf ausgelegt.  
Folgende Radformeln sind möglich: 4×2, 4×4, 6×4, 6×6, 8×4×4 und 8×8×4.

## Fahrerhaus-Ausstattung
Die Fahrerhäuser sind fast identisch mit denen des Stralis AT/AD. Die Innenausstattung ist etwas robuster und das Kombiinstrument im Gegensatz zum Stralis schwarz-weiß. Die vordere Stoßstange ist im Gegensatz zum Stralis aus Stahl, was aber optisch nicht auffällt.

## Vorgängermodelle
Der direkte Vorgänger ist der EuroTrakker, der das Fahrerhaus des EuroTech hatte. Der Hersteller selbst sieht den Trakker gern in der Tradition der „Baubullen“ von Magirus-Deutz und der aus Magirus-Deutz-Hauben-Modellen weiterentwickelten Iveco-PA-Baureihe. Magirus-Deutz war ein zwischen 1975 und 1983 vollständig in Iveco integrierter Nutzfahrzeughersteller, der traditionell ein starkes Standbein in der Produktion robuster Baufahrzeuge hatte, Iveco jedoch konnte den starken Marktanteil von Magirus-Deutz im Bausektor nicht halten und fiel (zumindest in Deutschland) hinter die Mitbewerber (insbesondere MAN und Mercedes-Benz) zurück.

### Die „Ahnengalerie“ des Trakker aus Sicht von Iveco

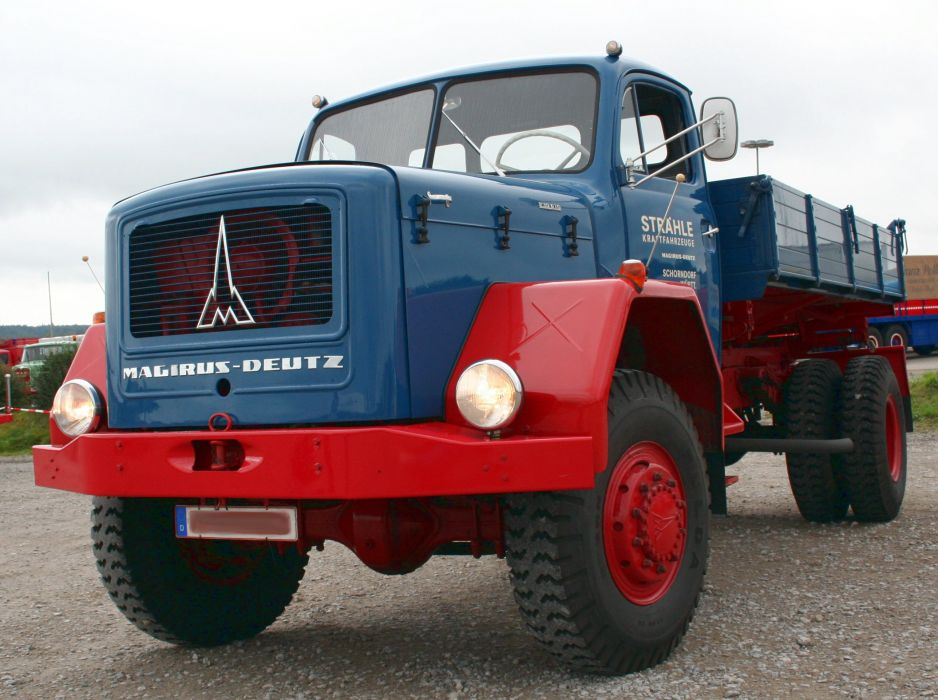
„Bulle“ von Magirus-Deutz als Baufahrzeug (Bauzeit 1953–1971)
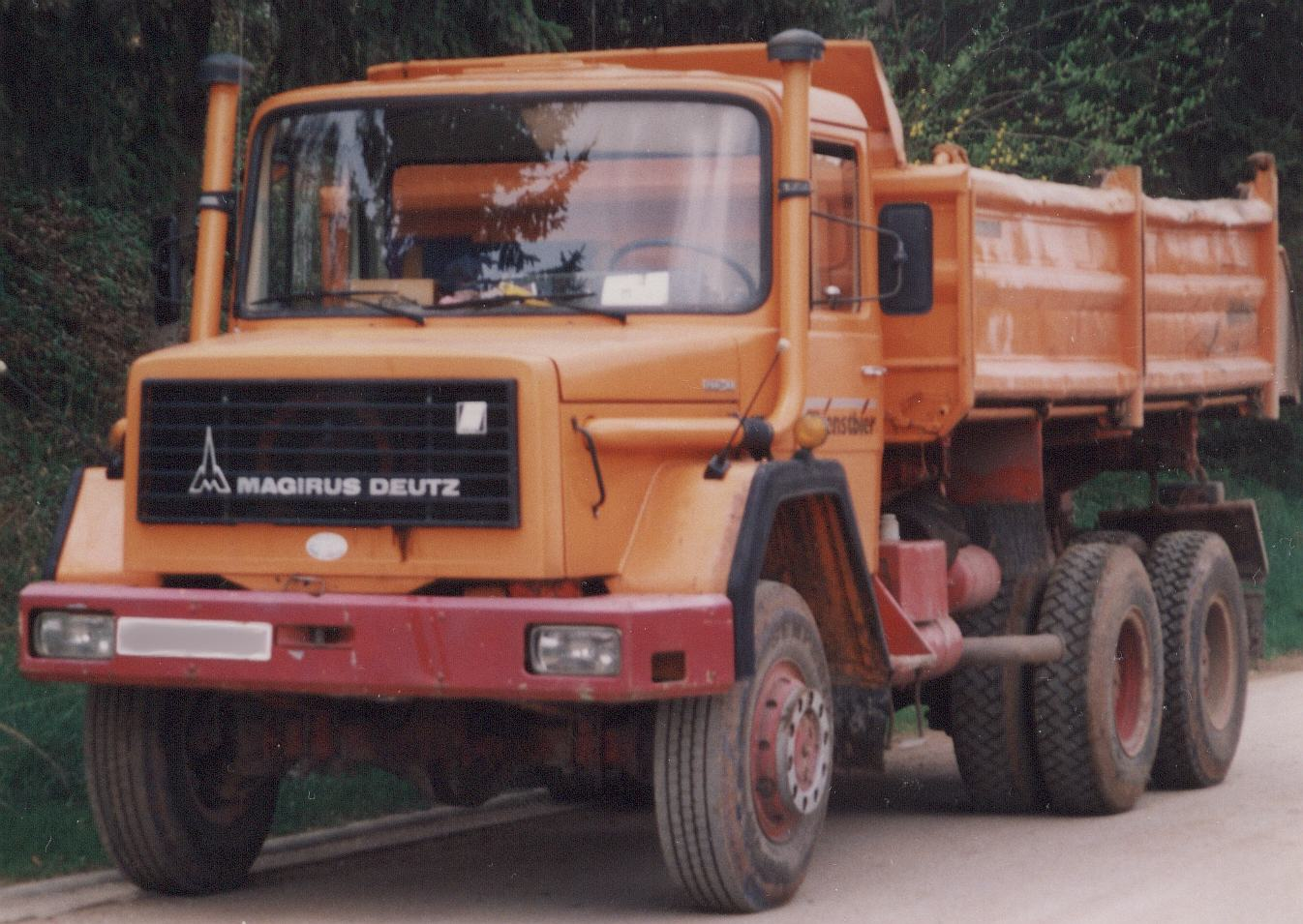
Magirus-Deutz „Baubulle“, (Bauzeit 1971–1993, zum Schluss als Iveco-PA-Reihe auf dem Markt)
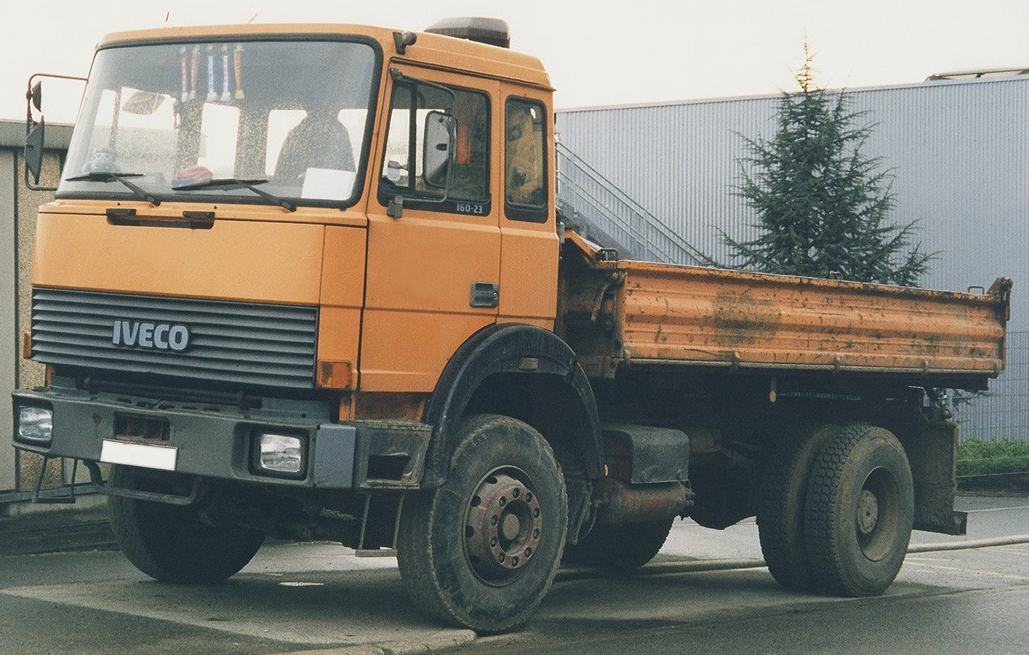
Iveco-Baufahrzeug der T- bzw. P-Baureihe (Bauzeit 1977–1992)
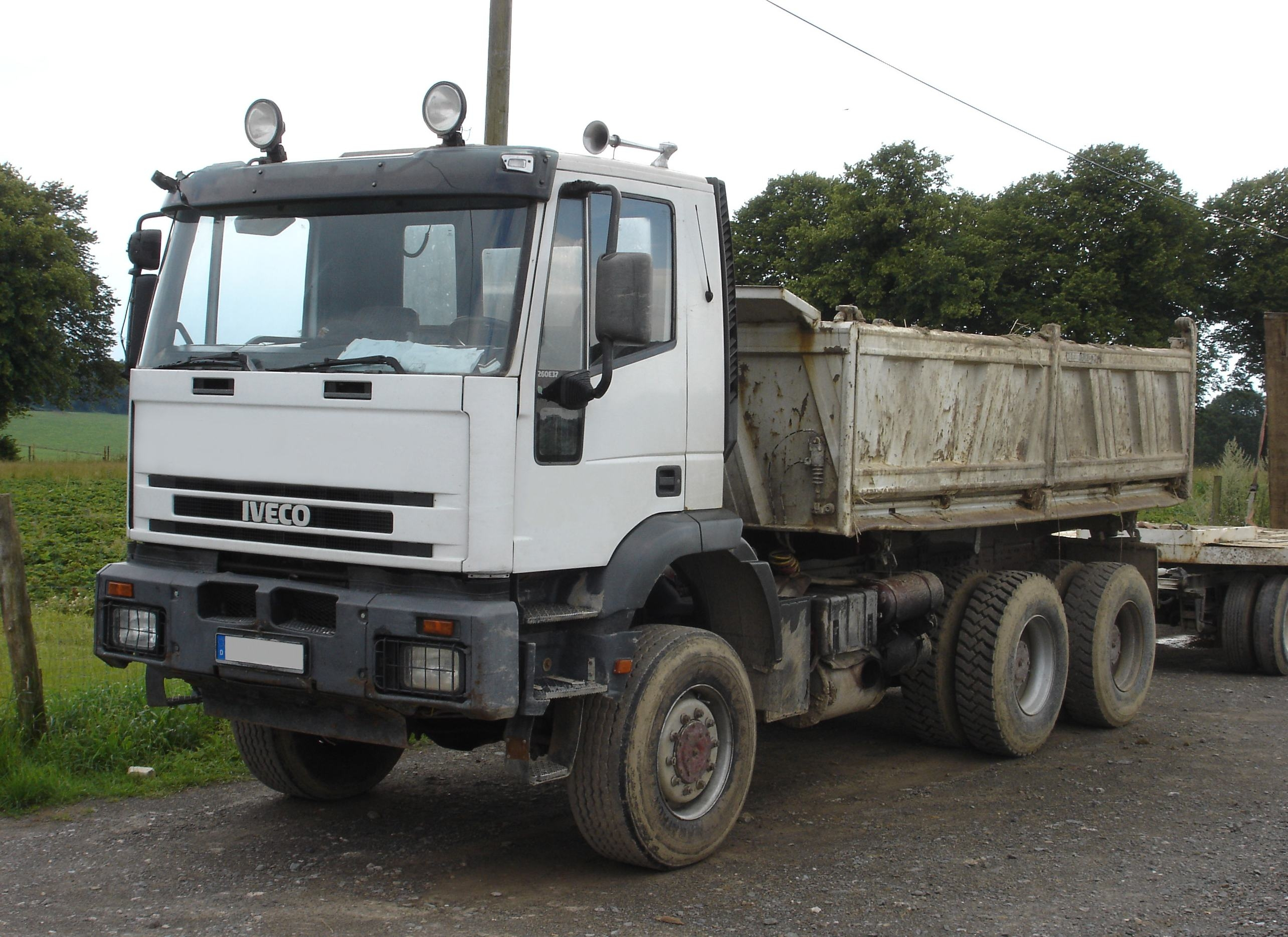
Iveco EuroTrakker (Bauzeit 1993–2002)
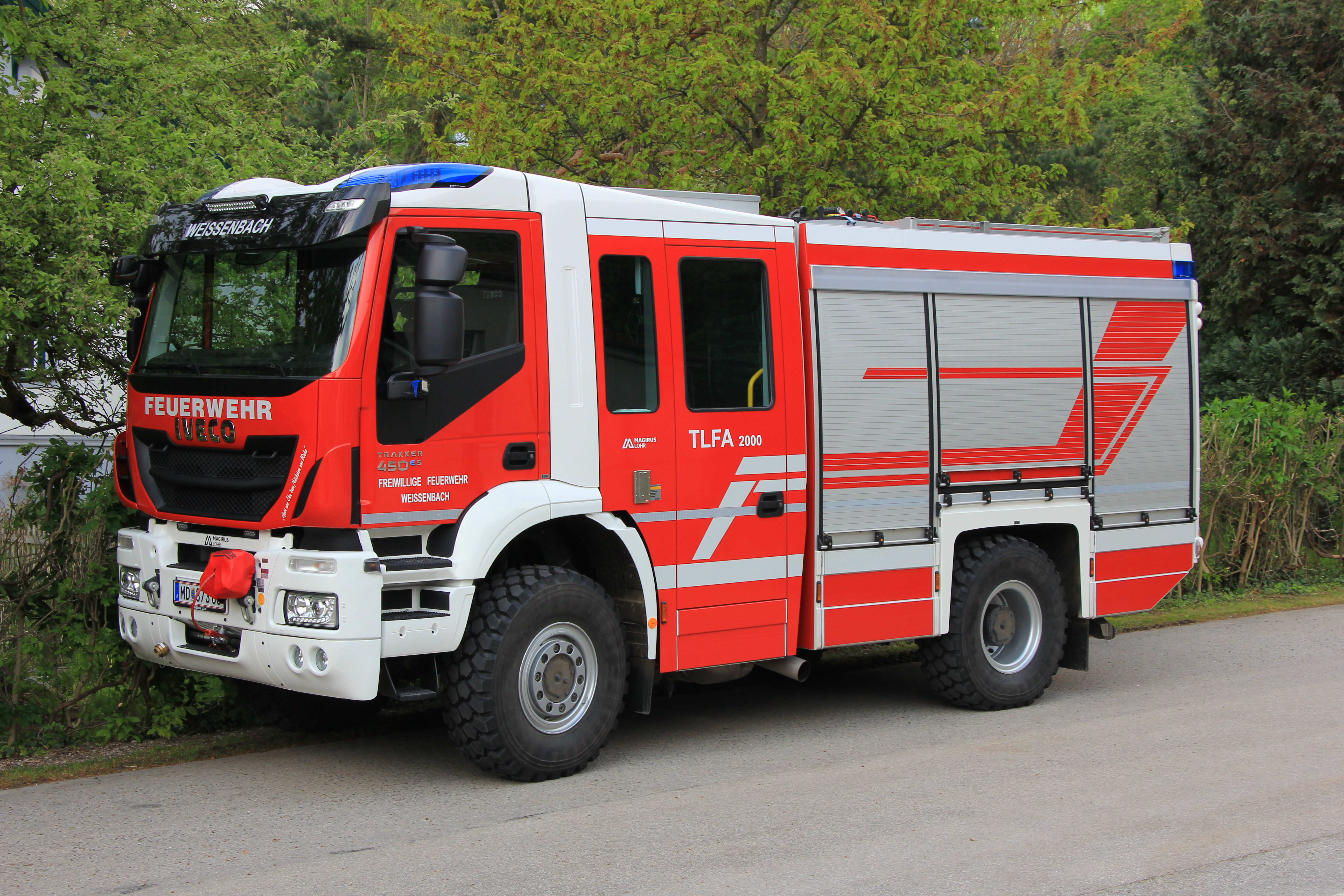
Trakker 450 mit Magirus-Lohr Feuerwehraufbau (Baujahr 2015)